# Belinda Hocking
Belinda Hocking (ur. 14 września 1990) – australijska pływaczka, dwukrotna medalistka mistrzostw świata.
Największym sportowym osiągnięciem zawodniczki jest srebrny medal mistrzostw świata w Szanghaju na dystansie 200 m stylem grzbietowym. Ósma zawodniczka na tym dystansie podczas igrzysk olimpijskich w 2008 roku w Pekinie oraz siódma w 2012 roku w Londynie.